# Kukerin
Kukerin is een plaats in de regio Wheatbelt in West-Australië.

## Geschiedenis
Ten tijde van de Europese kolonisatie leefden de Nyungah Aborgines in de streek. Zoals zovele plaatsen in de Wheatbelt ontstond Kukerin als gevolg van het aanleggen van een spoorweg, in dit geval het doortrekken van de spoorweg tussen Wagin en Dumbleyung. Kukerin werd in 1912 officieel gesticht. De naam is Aborigines van afkomst en werd voor het eerst in 1908 door een landmeter als de naam van een nabijgelegen kwel vermeld. Het werd soms Cookerin gespeld. De betekenis is niet bekend.
In september 1914 opende een school. Een jaar later werd het eerste gemeenschapshuis geopend, de 'Agricultural Hall'. Vanaf 1919 werd een verpleegster in Kukerin gestationeerd en in 1924 opende een hospitaal. Op 15 september 1928 opende het Kukerin Hotel de deuren.
In 1956 werd een nieuw gemeenschapshuis gebouwd, de 'Kukerin Pioneer Memorial Hall', en het oude werd afgebroken. In de inkom van het nieuwe gemeenschapshuis hangen herdenkingsplaten om diegenen te eren die in de Eerste- en Tweede Wereldoorlog dienden. In 1957 bleven de laatste patiënten in het hospitaal overnachten waarna het een verplegingspost werd. In de jaren 1990 werd het een medisch centrum in een nieuw gebouw.

## Beschrijving
Kukerin maakt deel uit van het landbouwdistrict Shire of Dumbleyung. Het is een verzamel- en ophaalpunt voor de oogst van de graanproducenten uit de streek die bij de Co-operative Bulk Handling Group aangesloten zijn. Negen kilometer ten westen van het dorp bevindt zich ook nog een van de twee Australische graanverzamelpunten van het Amerikaanse bedrijf Bunge Limited.
In 2021 telde Kukerin 55 inwoners tegenover 190 in 2006.
Kukerin heeft een postkantoor, basisschool, geneeskundig centrum en twee kerken.

## Bezienswaardigheden
- De in 1904 gebouwde rabbit-proof fence loopt langs Kukerin.
- Emu Essence, een boerderij waar emoes worden gekweekt, men een rondleiding kan doen en emoeproducten worden verkocht.
- Kukerin Hotel, hotel uit 1928 dat nu een taverne is.[11]

## Transport
Kukerin ligt 308 kilometer ten zuidoosten van Perth, 238 kilometer ten noorden van Albany en 41 kilometer ten oostnoordoosten van Dumbleyung, langs de Dumbleyung-Lake Grace Road die deel uitmaakt van State Route 107. De GE1 busdienst van Transwa die tussen Perth en Esperance rijdt doet Kukerin enkele keren per week aan.

## Klimaat

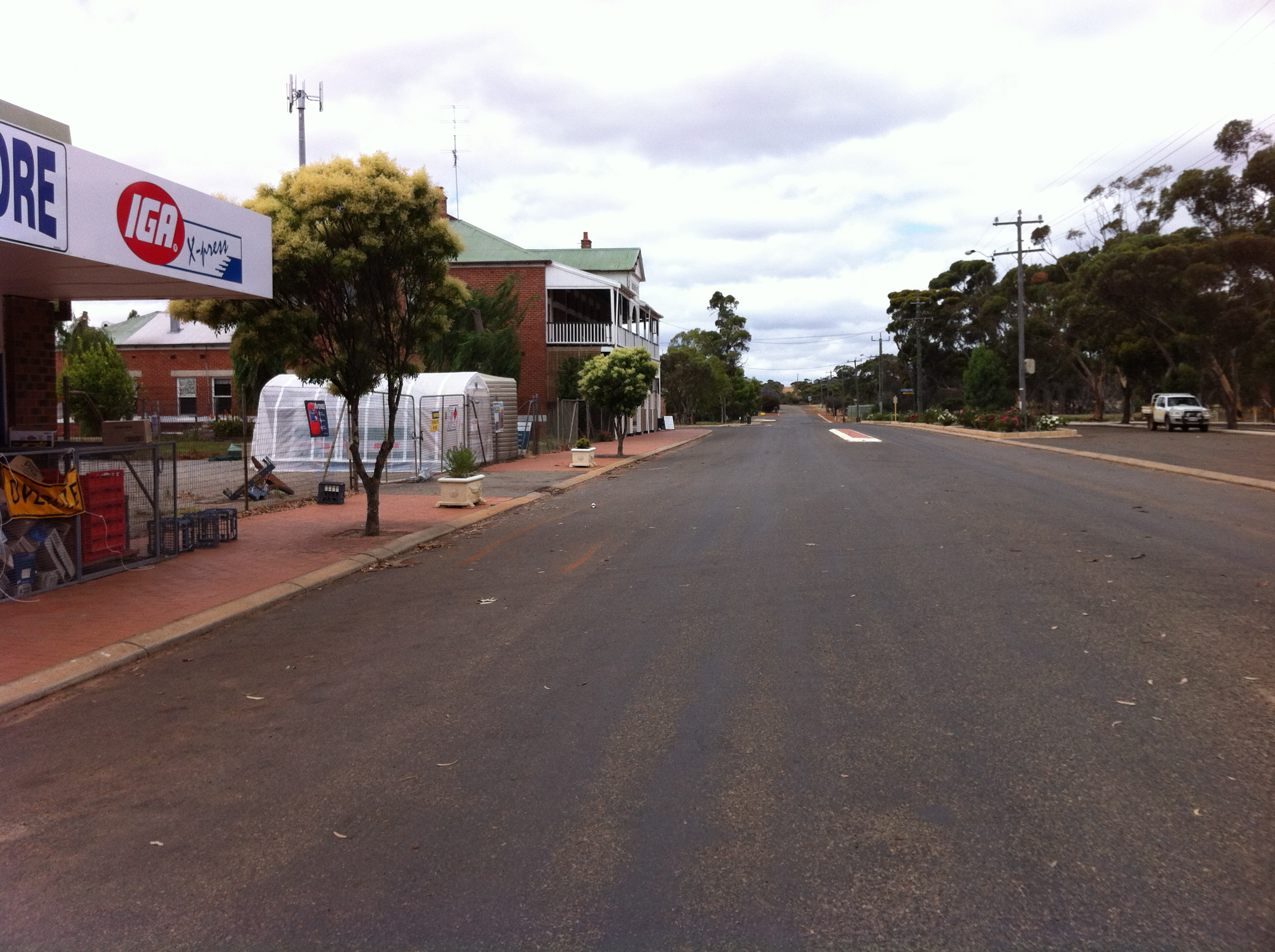
hoofdstraat Kukerin

Kukerin kent een koud steppeklimaat, BSk volgens de klimaatclassificatie van Köppen. De gemiddelde jaarlijkse temperatuur bedraagt 16,0 °C en de gemiddelde jaarlijkse neerslag ligt rond 359 mm.
Aldersyde · Amery · Ardath · Arthur River · Baandee · Babakin · Badgingarra · Badjaling · Bailup · Bakers Hill · Balkuling · Ballaying · Ballidu · Beacon · Beenong · Beermullah · Bejoording · Belka · Bencubbin · Bendering · Benjaberring · Beverley · Bilbarin · Bindi Bindi · Bindoon · Bodallin · Bolgart · Bonnie Rock · Boolading · Booraan · Brookton · Bruce Rock · Bullaring · Bullfinch · Bulyee · Bungulla · Buntine · Burakin · Burracoppin · Cadoux · Calingiri · Campion · Caraban · Carrabin · Cataby · Cervantes · Chandler · Chittering · Clackline · Cold Harbour · Congelin · Coomberdale · Copley · Corrigin · Cowcowing · Crossman · Cuballing · Culbin · Cunderdin · Dalwallinu · Dandaragan · Dangin · Darkan · Dattening · Dongolocking · Doodlakine · Dowerin · Dudinin · Dumbleyung · Duranillin · Dwarda · Ejanding · Elabbin · Erikin · Gabbin · Gingin · Goomalling ·  Grass Valley · Greenhills · Guilderton · Gwambygine · Harrismith · Highbury · Hines Hill · Holt Rock · Hyden · Jelcobine · Jennacubbine · Jennapullin · Jitarning · Jurien Bay · Kalannie · Karlgarin · Kellerberrin · Kondinin · Kondut · Koojan · Koolyanobbing · Koorda · Korbel · Korrelocking · Kukerin · Kulin · Kulja · Kulyaling · Kunjin · Kununoppin · Kweda · Kwelkan · Kwolyin · Lancelin · Lake Brown · Lake Grace · Lake King · Ledge Point · Manmanning · Marvel Loch · Meckering · Meenaar · Merredin · Miling · Minnivale · Mogumber · Mokine · Moodiarrup · Mooliabeenee · Moora · Moorine Rock · Moorumbine · Moulyinning · Mount Hardey · Mount Kokeby · Mount Walker · Muchea · Mukinbudin · Muntadgin · Nalya · Nangeenan · Narembeen · Narrogin · New Norcia · Newdegate · Nilgen · Nokaning · North Bannister · Northam · Nukarni · Nungarin · Pantapin · Piawaning · Piesseville · Pingaring · Pingelly · Pithara · Popanyinning · Quairading · Quindanning · Regans Ford · Seabird · Shackleton · Southern Cross · Spencers Brook · Tammin · Tincurrin · Toodyay · Trayning · Varley · Wagin · Walebing · Walgoolan · Wandering · Wannamal · Watheroo · Welbungin · West Dale · West Toodyay · Westonia · Wialki · Wickepin · Wilbinga · Williams · Wongan Hills · Woodridge · Wubin · Wundowie · Wyalkatchem · Yealering · Yelbeni · Yellowdine · Yilliminning · Yerecoin · York · Yorkrakine · Yornaning · Yoting · Youndegin